# Australentulus delamarei
Australentulus delamarei är en urinsektsart som beskrevs av Josef Nosek 1978. Australentulus delamarei ingår i släktet Australentulus och familjen lönntrevfotingar. Inga underarter finns listade.